# Sri Lanka Matha
Srī Lankā Mātā (« Mère Sri Lanka ») est l'hymne national Sri Lankais. Les paroles et la musique sont issues d'une composition d'Ananda Samarakoon, compositeur et musicien Sri Lankais, d'après son œuvre « Namo Namo Matha » dont les paroles ont été légèrement modifiées pour la circonstance. Il a été choisi à l'issue d'un concours, le 22 novembre 1951.

## Paroles

### Paroles originales
| Texte singhalais | Texte tamoul | Romanisation singhalaise | Romanisation tamoule | Transcription API de singhalais | Transcription API de tamoul |
| --- | --- | --- | --- | --- | --- |
| ශ්‍රී ලංකා මාතා අප ශ්‍රී ලංකා නමෝ නමෝ නමෝ නමෝ මාතා සුන්දර සිරිබරිනී සුරැඳි අති සෝබමාන ලංකා ධාන්‍ය ධනය නෙක මල් පලතුරු පිරි ජය භුමිය රම්‍යා අප හට සැප සිරි සෙත සදනා ජීවනයේ මාතා පිළිගනු මැන අප භක්තී පූජා නමෝ නමෝ මාතා අප ශ්‍රී ලංකා නමෝ නමෝ නමෝ නමෝ මාතා ඔබ වේ අප විද්‍යා ඔබ මය අප සත්‍යා ඔබ වේ අප ශක්ති අප හද තුළ භක්තී ඔබ අප ආලෝකේ අපගේ අනුප්‍රාණේ ඔබ අප ජීවන වේ අප මුක්තිය ඔබ වේ නව ජීවන දෙමිනේ නිතින අප පුබුදු කරන් මාතා ඥාන වීර්ය වඩවමින රැගෙන යනු මැන ජය භූමී කරා එක මවකගෙ දරු කැල බැවිනා යමු යමු වී නොපමා පරේම වඩා සැම භේද දුරැර දා නමෝ නමෝ මාතා අප ශ්‍රී ලංකා නමෝ නමෝ නමෝ නමෝ මාතා, | ஸ்ரீ லங்கா தாயே – நம் ஸ்ரீ லங்கா நமோ நமோ நமோ நமோ தாயே நல்லெழில் பொலி சீரணி நலங்கள் யாவும் நிறை வான்மணி லங்கா ஞாலம் புகழ் வள வயல் நதி மலை மலர் நறுஞ்சோலை கொள் லங்கா நமதுறு புகலிடம் என ஒளிர்வாய் நமதுதி ஏல் தாயே நமதலை நினதடி மேல் வைத்தோமே நமதுயிரே தாயே – நம் ஸ்ரீ லங்கா நமோ நமோ நமோ நமோ தாயே நமதாரருள் ஆனாய் நவை தவிர் உணர்வானாய் நமதோர் வலியானாய் நவில் சுதந்திரம் ஆனாய் நமதிளமையை நாட்டே நகு மடி தனையோட்டே அமைவுறும் அறிவுடனே அடல்செறி துணிவருளே நமதோர் ஒளி வளமே நறிய மலர் என நிலவும் தாயே யாமெல்லாம் ஒரு கருணை அனைபயந்த எழில்கொள் சேய்கள் எனவே இயலுறு பிளவுகள் தமை அறவே இழிவென நீக்கிடுவோம் ஈழ சிரோமணி வாழ்வுறு பூமணி நமோ நமோ தாயே – நம் ஸ்ரீ லங்கா நமோ நமோ நமோ நமோ தாயே, | Srī Lankā mātā, apa Srī Lankā Namō namō namō namō mātā Sundara siribarinī Surændi ati sōbamāna Lankā Dhānya dhanaya neka Mal palaturu piri jaya bhumiya ramyā Apa haṭa sæpa siri seta sadanā Jīvanayē mātā Piḷiganu mæna apa bhaktī pūjā Namō namō mātā, apa Srī Lankā Namō namō namō namō mātā Oba vē apa vidyā Oba maya apa satyā Oba vē apa shakti Apa hada tuḷa bhaktī Oba apa ālōkē Apagē anuprāṇē Oba apa jīvana vē Apa muktiya oba vē Nava jīvana demine Nitina apa pubudu karan mātā Gnāna vīrya vaḍavamina rægena Yanu mæna jaya bhūmī karā Eka mavakage daru kæla bævinā Yamu yamu vī nopamā Prēma vaḍā sæma bhēda duræra dā Namō namō mātā, apa Srī Lankā Namō namō namō namō mātā | Srī Lankā tāyē – nam Srī Lankā Namō namō namō namō tāyē Nalleḻil poli cīraṇi Nalaṅkaḷ yāvum niṟai vāṉmaṇi Lankā Ñālam pukaḻ vaḷa vayal nati malai malar Naṟuñcōlai koḷ Lankā Namatuṟu pukaliṭam eṉa oḷirvāy Namatuti ēl tāyē Namatalai niṉataṭi mēl vaittōmē Namatuyirē tāyē – nam Srī Lankā Namō namō namō namō tāyē Namatāraruḷ āṉāy Navai tavir uṇarvāṉāy Namatere valiyāṉāy Navil cutantiram āṉāy Namatiḷamaiyai nāṭṭē Naku maṭi taṉaiyōṭṭē Amaivuṟum aṟivuṭaṉē Aṭalceṟi tuṇivaruḷē Namatōr oḷi vaḷamē Naṟiya malar ena nilavum tāyē Yāmellām oru karuṇai aṉaipayanta Eḻilkoḷ cēykaḷ eṉavē Iyaluṟu piḷavukaḷ tamai aṟavē Iḻiveṉa nīkkiṭuvōm Īḻa cirōmaṇi vāḻvuṟu pūmaṇi Namō namō tāyē – nam Srī Lankā Namō namō namō namō tāyē | [sriː laŋ.kaː maː.taː ǀ a.pə sriː laŋ.kaː] [na.moː na.moː na.moː na.moː maː.taː] [sun.də.rə si.ri.ba.ri.niː] [su.ræ.ⁿdi a.ti soː.bə.maː.nə laŋ.kaː] [dʱaː.njə dʱa.nə.jə ne.kə] [mal pa.lə.tu.ru pi.ri d͡ʒa.jə bʱu.mi.jə ram.jaː] [a.pə ha.ʈə sæ.pə si.ri se.tə sa.də.naː] [d͡ʒiː.ʋə.nə.jeː maː.taː] [pi.ɭi.ga.nu mæ.nə a.pə bʱak.tiː puː.d͡ʒaː] [na.moː na.moː maː.taː ǀ a.pə sriː laŋ.kaː] [na.moː na.moː na.moː na.moː maː.taː] [o.bə ʋeː a.pə ʋid.jaː] [o.bə mə.jə a.pə sat.jaː] [o.bə ʋeː a.pə ʃak.ti] [a.pə ha.də tu.ɭə bʱak.tiː] [o.bə a.pə aː.loː.keː] [a.pə.geː a.nu.praː.neː] [o.bə a.pə d͡ʒiː.ʋə.nə ʋeː] [a.pə muk.ti.jə o.bə ʋeː] [na.ʋə d͡ʒiː.ʋə.nə de.mi.ne] [ni.ti.nə a.pə pu.bu.du kə.ran maː.taː] [gnaː.nə ʋiːr.jə ʋa.ɖə.ʋə.mi.nə ræ.ge.nə] [ja.nu mæ.nə d͡ʒa.jə bʱuː.miː ka.raː] [e.kə ma.ʋə.kə.ge da.ru kæ.lə bæ.ʋi.naː] [ja.mu ja.mu ʋiː no.pə.maː] [preː.mə ʋa.ɖaː sæ.mə bʱeː.də du.ræ.rə daː] [na.moː na.moː maː.taː ǀ a.pə sriː laŋ.kaː] [na.moː na.moː na.moː na.moː maː.taː] | /ɕɾiː ləŋ.gaː taː.jeː \| nəm ɕɾiː ləŋ.gaː/ /nə.moː nə.moː nə.moː nə.moː taː.jeː/ /nəl.le.ɻil po.li siː.ɾə.ɳi/ /nə.ləŋ.gəɭ jaː.ʋum ni.rəɪ ʋaːn.mə.ɳi ləŋ.gaː/ /ɲaː.ləm pu.kəɻ ʋə.ɭə ʋə.jəl nə.di mə.ləɪ mə.ləɾ/ /nə.ruɲ.t͡ʃoː.ləɪ koɭ ləŋ.gaː/ /nə.mə.du.ru pu.gə.li.ɖəm e.nə o.ɭiɾ.ʋaːj/ /nə.mə.du.di eːl taː.jeː/ /nə.mə.də.ləɪ ni.nə.də.ɖi meːl ʋəɪt.toː.meː/ /nə.mə.du.ji.ɾeː taː.jeː \| nəm ɕɾiː ləŋ.gaː/ /nə.moː nə.moː nə.moː nə.moː taː.jeː/ /nə.mə.daː.ɾə.ɾuɭ aː.naːj/ /nə.ʋəɪ tə.ʋiɾ u.ɳəɾ.ʋaː.naːj/ /nə.mə.de.ɾe ʋə.li.jaː.naːj/ /nə.ʋil su.dən.di.ɾəm aː.naːj/ /nə.mə.di.ɭə.məɪ.jəɪ naːɖ.ɖeː/ /nə.gu mə.ɖi tə.nəɪ.joːɖ.ɖeː/ /ə.məɪ.ʋu.rum ə.ri.ʋu.ɖə.neː/ /ə.ɖəl.t͡ʃe.ri tu.ɳi.ʋə.ɾu.ɭeː/ /nə.mə.doːɾ o.ɭi ʋə.ɭə.meː/ /nə.ri.jə mə.ləɾ e.nə ni.lə.ʋum taː.jeː/ /jaː.mel.laːm o.ɾu kə.ɾu.ɳəɪ a.nəɪ.bə.jən.də/ /e.ɻil.goɭ seːj.gəɭ e.nə.ʋeː/ /i.jə.lu.ru pi.ɭə.ʋu.gəɭ tə.məɪ ə.rə.ʋeː/ /i.ɻi.ʋe.nə niːk.ki.ɖu.ʋoːm/ /iː.ɻə si.ɾoː.mə.ɳi ʋaːɻ.ʋu.ru puː.mə.ɳi/ /nə.moː nə.moː taː.jeː \| nəm ɕɾiː ləŋ.gaː/ /nə.moː nə.moː nə.moː nə.moː taː.jeː/ |

### Traduction
Mère Sri Lanka, nous t’adorons,
Abondante de prospérité,
Belle dans la grâce et l’amour,
Chargée avec du maïs et des fruits succulents
Et parfumée de fleurs aux teintes éclatantes,
Donneuse de vie et pleine de belles choses,
Notre terre de joie et de victoire,
Reçoit notre gratitude et notre prière sublime,
Sri Lanka, nous t’adorons.
Tu nous as donné le savoir et la vérité,
L’art est notre force et notre foi profonde,
Notre lumière divine, notre être sensible,
Soupir de vie et de libération,
Accorde-nous, une terre sans esclavage, de l’inspiration,
Inspire nous pour toujours,
Dans ta sagesse et ta force accrue,
Mauvaise foi, haine et conflit ont cessé,
Dans l’amour enveloppé, une nation puissante,
Qui marche en avant, unie,
Guide-nous, Mère, à la liberté ultime.